# CEV Champions League 2023-2024 (maschile)
La CEV Champions League 2023-2024, 65ª edizione della Champions League di pallavolo maschile, si è svolta dal 24 ottobre 2023 al 5 maggio 2024: al torneo hanno partecipato trentuno squadre di club europee e la vittoria finale è andata per la quarta volta alla Trentino.

## Regolamento

### Formula
La formula ha previsto:
- Primo turno di qualificazione, a cui hanno partecipato quattordici delle trentuno squadre: divise in quattro gruppi da tre o quattro squadre ciascuno, hanno disputato un girone all'italiana in sede unica, con gare di sola andata: le prime due classificate di ciascun gruppo hanno acceduto al secondo turno, mentre le rimanenti squadre sono state ammesse ai sedicesimi di finale della Coppa CEV;
- Secondo turno di qualificazione, disputato con la stessa formula con due gruppi di quattro squadre ciascuno: le prime classificate e la migliore seconda classificata hanno acceduto alla fase a gironi, le rimanenti hanno acceduto alla Coppa CEV;
- Fase a gironi, disputata con girone all'italiana, con gare di andata e ritorno, per un totale di sei giornate: la prima classificata di ogni girone ha acceduto ai quarti di finale della fase ad eliminazione diretta, la seconda classificata e la migliore terza classificata hanno acceduto ai Play-off della fase a eliminazione diretta, mentre le ulteriori squadre classificate al terzo posto hanno acceduto ai quarti di finale dalla Coppa CEV;
- Fase a eliminazionale diretta, disputata con:
  - Play-off, quarti di finale e semifinali, giocate con gare di andata e ritorno;
  - Finale, giocata con gara unica.

### Criteri di classifica
Se il risultato finale è stato di 3-0 o 3-1 sono stati assegnati 3 punti alla squadra vincente e 0 a quella sconfitta, se il risultato finale è stato di 3-2 sono stati assegnati 2 punti alla squadra vincente e 1 a quella sconfitta.
L'ordine del posizionamento in classifica è stato definito in base a:
- Numero di partite vinte;
- Punti;
- Ratio dei set vinti/persi;
- Ratio dei punti realizzati/subiti;
- Risultati degli scontri diretti.

## Squadre partecipanti
| - Tirol - Maaseik - Roeselare - Radnik Bijeljina - Neftohimik - HAOK Mladost - Vammalan - Tours | - Charlottenburg - Lüneburg - Olympiakos - Lube - Trentino - You Energy - Strumica - Budva | - Dynamo Apeldoorn - Asseco Resovia - ZAKSA - Jastrzębski Węgiel - Benfica - České Budějovice - Lvi Praha - Arcada Galați | - Partizan - ACH Volley - Guaguas - Halkbank - Ziraat Bankası - Prometej - Kaposvár |

## Torneo

### Fase di qualificazione

#### Primo turno

##### Pool I

###### Risultati
| 27 ottobre 2023 Palazzetto dello Sport Mladost, Burgas Durata: 1h:48 - Spettatori: 100 | Budva      | 1 - 3 | Kaposvár   | 18-25, 28-26, 18-25, 14-25 |
| 27 ottobre 2023 Palazzetto dello Sport Mladost, Burgas Durata: 1h:08 - Spettatori: 400 | Neftohimik | 3 - 0 | Strumica   | 25-13, 25-11, 25-15        |
| 28 ottobre 2023 Palazzetto dello Sport Mladost, Burgas Durata: 1h:07 - Spettatori: 50  | Budva      | 3 - 0 | Strumica   | 25-15, 25-16, 25-16        |
| 28 ottobre 2023 Palazzetto dello Sport Mladost, Burgas Durata: 1h:19 - Spettatori: 400 | Kaposvár   | 0 - 3 | Neftohimik | 25-27, 19-25, 23-25        |
| 29 ottobre 2023 Palazzetto dello Sport Mladost, Burgas Durata: 1h:02 - Spettatori: 50  | Strumica   | 0 - 3 | Kaposvár   | 20-25, 15-25, 18-25        |
| 29 ottobre 2023 Palazzetto dello Sport Mladost, Burgas Durata: 1h:23 - Spettatori: 500 | Neftohimik | 0 - 3 | Budva      | 20-25, 24-26, 15-25        |

###### Classifica
| Pos. | Squadra    | Pt | G | V | P | SV | SP | Ratio | PF  | PS  | Ratio |
| ---- | ---------- | -- | - | - | - | -- | -- | ----- | --- | --- | ----- |
| 1.   | Budva      | 6  | 3 | 2 | 1 | 7  | 3  | 2,333 | 229 | 207 | 1,106 |
| 2.   | Neftohimik | 6  | 3 | 2 | 1 | 6  | 3  | 2,000 | 211 | 182 | 1,159 |
| 3.   | Kaposvár   | 6  | 3 | 2 | 1 | 6  | 4  | 1,500 | 243 | 208 | 1,168 |
| 4.   | Strumica   | 0  | 3 | 0 | 3 | 0  | 9  | 0,000 | 139 | 225 | 0,618 |

      Qualificata al secondo turno.
      Qualificata ai sedicesimi di finale di Coppa CEV.

##### Pool II

###### Risultati
| 24 ottobre 2023 Hala Aleksandar Nikolić, Belgrado Durata: 1h:17 - Spettatori: 550 | Radnik Bijeljina | 0 - 3 | Partizan         | 15-25, 20-25, 25-27        |
| 25 ottobre 2023 Hala Aleksandar Nikolić, Belgrado Durata: 1h:35 - Spettatori: 102 | Olympiakos       | 3 - 1 | Radnik Bijeljina | 25-10, 25-18, 18-25, 25-21 |
| 26 ottobre 2023 Hala Aleksandar Nikolić, Belgrado Durata: 1h:39 - Spettatori: 460 | Partizan         | 1 - 3 | Olympiakos       | 22-25, 25-20, 19-25, 16-25 |

###### Classifica
| Pos. | Squadra          | Pt | G | V | P | SV | SP | Ratio | PF  | PS  | Ratio |
| ---- | ---------------- | -- | - | - | - | -- | -- | ----- | --- | --- | ----- |
| 1.   | Olympiakos       | 6  | 2 | 2 | 0 | 6  | 2  | 3,000 | 188 | 156 | 1,205 |
| 2.   | Partizan         | 3  | 2 | 1 | 1 | 4  | 3  | 1,333 | 159 | 155 | 1,026 |
| 3.   | Radnik Bijeljina | 0  | 2 | 0 | 2 | 1  | 6  | 0,167 | 134 | 170 | 0,788 |

      Qualificata al secondo turno.
      Qualificata ai sedicesimi di finale di Coppa CEV.

##### Pool III

###### Risultati
| 27 ottobre 2023 Universitäts-Sportinstitut, Innsbruck Durata: 1h:17 - Spettatori: 318   | Vammalan         | 3 - 0 | Dynamo Apeldoorn | 25-19, 30-28, 25-22               |
| 27 ottobre 2023 Universitäts-Sportinstitut, Innsbruck Durata: 1h:54 - Spettatori: 750   | Tirol            | 1 - 3 | Prometej         | 23-25, 32-30, 23-25, 22-25        |
| 28 ottobre 2023 Universitäts-Sportinstitut, Innsbruck Durata: 1h:58 - Spettatori: 150   | Vammalan         | 2 - 3 | Prometej         | 25-19, 25-21, 27-29, 20-25, 13-15 |
| 28 ottobre 2023 Universitäts-Sportinstitut, Innsbruck Durata: 1h:51 - Spettatori: 1 050 | Dynamo Apeldoorn | 1 - 3 | Tirol            | 25-23, 36-38, 23-25, 19-25        |
| 29 ottobre 2023 Universitäts-Sportinstitut, Innsbruck Durata: 1h:44 - Spettatori: 190   | Prometej         | 3 - 2 | Dynamo Apeldoorn | 25-22, 13-25, 21-25, 25-18, 15-11 |
| 29 ottobre 2023 Universitäts-Sportinstitut, Innsbruck Durata: 1h:07 - Spettatori: 1 100 | Tirol            | 3 - 0 | Vammalan         | 25-15, 25-19, 25-22               |

###### Classifica
| Pos. | Squadra          | Pt | G | V | P | SV | SP | Ratio | PF  | PS  | Ratio |
| ---- | ---------------- | -- | - | - | - | -- | -- | ----- | --- | --- | ----- |
| 1.   | Prometej         | 7  | 3 | 3 | 0 | 9  | 5  | 1,800 | 313 | 311 | 1,006 |
| 2.   | Tirol            | 6  | 3 | 2 | 1 | 7  | 4  | 1,750 | 286 | 264 | 1,083 |
| 3.   | Vammalan         | 4  | 3 | 1 | 2 | 5  | 6  | 0,833 | 246 | 253 | 0,972 |
| 4.   | Dynamo Apeldoorn | 1  | 3 | 0 | 3 | 3  | 9  | 0,333 | 273 | 290 | 0,941 |

      Qualificata al secondo turno.
      Qualificata ai sedicesimi di finale di Coppa CEV.

##### Pool IV

###### Risultati
| 24 ottobre 2023 Centro Insular de Deportes, Las Palmas Durata: 1h:22 - Spettatori: 900 | Arcada Galați | 0 - 3 | Guaguas       | 22-25, 21-25, 22-25       |
| 25 ottobre 2023 Centro Insular de Deportes, Las Palmas Durata: 1h:32 - Spettatori: 100 | HAOK Mladost  | 1 - 3 | Arcada Galați | 17-25, 23-25, 25-17, 9-25 |
| 26 ottobre 2023 Centro Insular de Deportes, Las Palmas Durata: 1h:03 - Spettatori: 750 | Guaguas       | 3 - 0 | HAOK Mladost  | 25-8, 25-14, 25-18        |

###### Classifica
| Pos. | Squadra       | Pt | G | V | P | SV | SP | Ratio | PF  | PS  | Ratio |
| ---- | ------------- | -- | - | - | - | -- | -- | ----- | --- | --- | ----- |
| 1.   | Guaguas       | 6  | 2 | 2 | 0 | 6  | 0  | MAX   | 150 | 105 | 1,429 |
| 2.   | Arcada Galați | 3  | 2 | 1 | 1 | 3  | 4  | 0,750 | 157 | 149 | 1,054 |
| 3.   | HAOK Mladost  | 0  | 2 | 0 | 2 | 1  | 6  | 0,167 | 114 | 167 | 0,683 |

      Qualificata al secondo turno.
      Qualificata ai sedicesimi di finale di Coppa CEV.

#### Secondo turno

##### Pool V

###### Risultati
| 10 novembre 2023 Sportski centar Master, Zemun Durata: 1h:17 - Spettatori: 50  | Budva    | 0 - 3 | Guaguas  | 17-25, 18-25, 22-25        |
| 10 novembre 2023 Sportski centar Master, Zemun Durata: 1h:13 - Spettatori: 250 | Partizan | 0 - 3 | Tirol    | 14-25, 21-25, 12-25        |
| 11 novembre 2023 Sportski centar Master, Zemun Durata: 1h:13 - Spettatori: 40  | Guaguas  | 3 - 0 | Tirol    | 25-16, 25-23, 25-19        |
| 11 novembre 2023 Sportski centar Master, Zemun Durata: 1h:51 - Spettatori: 350 | Budva    | 1 - 3 | Partizan | 21-25, 22-25, 25-18, 22-25 |
| 12 novembre 2023 Sportski centar Master, Zemun Durata: 1h:07 - Spettatori: 70  | Tirol    | 3 - 0 | Budva    | 25-20, 25-14, 25-18        |
| 12 novembre 2023 Sportski centar Master, Zemun Durata: 1h:47 - Spettatori: 200 | Guaguas  | 3 - 1 | Partizan | 25-20, 25-23, 23-25, 25-19 |

###### Classifica
| Pos. | Squadra  | Pt | G | V | P | SV | SP | Ratio | PF  | PS  | Ratio |
| ---- | -------- | -- | - | - | - | -- | -- | ----- | --- | --- | ----- |
| 1.   | Guaguas  | 9  | 3 | 3 | 0 | 9  | 1  | 9,000 | 248 | 202 | 1,228 |
| 2.   | Tirol    | 6  | 3 | 2 | 1 | 6  | 3  | 2,000 | 208 | 174 | 1,195 |
| 3.   | Partizan | 3  | 3 | 1 | 2 | 4  | 7  | 0,571 | 227 | 263 | 0,863 |
| 4.   | Budva    | 0  | 3 | 0 | 3 | 1  | 9  | 0,111 | 199 | 243 | 0,819 |

      Qualificata alla fase a gironi.
      Qualificata ai sedicesimi di finale di Coppa CEV.

##### Pool VI

###### Risultati
| 10 novembre 2023 Sala Sporturilor Dunărea, Galati Durata: 1h:13 - Spettatori: 1 100 | Arcada Galați | 3 - 0 | Prometej      | 25-15, 25-21, 25-14        |
| 10 novembre 2023 Sala Sporturilor Dunărea, Galati Durata: 1h:46 - Spettatori: 120   | Olympiakos    | 3 - 1 | Neftohimik    | 25-20, 27-29, 25-17, 26-24 |
| 11 novembre 2023 Sala Sporturilor Dunărea, Galati Durata: 1h:22 - Spettatori: 1 200 | Neftohimik    | 0 - 3 | Arcada Galați | 20-25, 25-27, 16-25        |
| 11 novembre 2023 Sala Sporturilor Dunărea, Galati Durata: 1h:44 - Spettatori: 120   | Prometej      | 1 - 3 | Olympiakos    | 22-25, 25-21, 14-25, 21-25 |
| 12 novembre 2023 Sala Sporturilor Dunărea, Galati Durata: 1h:34 - Spettatori: 80    | Neftohimik    | 1 - 3 | Prometej      | 20-25, 17-25, 25-20, 15-25 |
| 12 novembre 2023 Sala Sporturilor Dunărea, Galati Durata: 1h:43 - Spettatori: 1 500 | Arcada Galați | 1 - 3 | Olympiakos    | 25-22, 18-25, 19-25, 26-28 |

###### Classifica
| Pos. | Squadra       | Pt | G | V | P | SV | SP | Ratio | PF  | PS  | Ratio |
| ---- | ------------- | -- | - | - | - | -- | -- | ----- | --- | --- | ----- |
| 1.   | Olympiakos    | 9  | 3 | 3 | 0 | 9  | 3  | 3,000 | 299 | 260 | 1,150 |
| 2.   | Arcada Galați | 6  | 3 | 2 | 1 | 7  | 3  | 2,333 | 240 | 211 | 1,137 |
| 3.   | Prometej      | 3  | 3 | 1 | 2 | 4  | 7  | 0,571 | 227 | 248 | 0,915 |
| 4.   | Neftohimik    | 0  | 3 | 0 | 3 | 2  | 9  | 0,222 | 228 | 275 | 0,829 |

      Qualificata alla fase a gironi.
      Qualificata ai sedicesimi di finale di Coppa CEV.

### Fase a gironi
Le squadre sono state divise in cinque gironi mediante sorteggio, che si è tenuto il 19 luglio 2023 a Lussemburgo.
| Girone A       | Girone B       | Girone C       | Girone D           | Girone E      |
| -------------- | -------------- | -------------- | ------------------ | ------------- |
| ZAKSA          | Trentino       | Charlottenburg | Jastrzębski Węgiel | Lube          |
| Roeselare      | Asseco Resovia | You Energy     | Lüneburg           | Maaseik       |
| Ziraat Bankası | Tours          | Halkbank       | České Budějovice   | Lvi Praha     |
| Olympiakos     | ACH Volley     | Benfica        | Guaguas            | Arcada Galați |

#### Girone A

##### Risultati
| 22 novembre 2023 Hala Azoty, Kędzierzyn-Koźle Durata: 2h:03 - Spettatori: 2 500    | ZAKSA          | 3 - 1 | Olympiakos     | 23-25, 25-20, 28-26, 31-29        |
| 23 novembre 2023 Tomabelhal, Roeselare Durata: 2h:01 - Spettatori: 1 350           | Roeselare      | 1 - 3 | Ziraat Bankası | 19-25, 25-19, 24-26, 24-26        |
| 29 novembre 2023 Başkent Voleybol Salonu, Ankara Durata: 2h:13 - Spettatori: 2 786 | Ziraat Bankası | 3 - 2 | ZAKSA          | 26-24, 25-22, 18-25, 19-25, 15-12 |
| 29 novembre 2023 Melina Merkourī Hall, Rentis Durata: 1h:16 - Spettatori: 800      | Olympiakos     | 0 - 3 | Roeselare      | 19-25, 20-25, 19-25               |
| 13 dicembre 2023 Tomabelhal, Roeselare Durata: 2h:11 - Spettatori: 1 785           | Roeselare      | 2 - 3 | ZAKSA          | 20-25, 25-21, 25-23, 22-25, 10-15 |
| 12 dicembre 2023 Melina Merkourī Hall, Rentis Durata: 1h:40 - Spettatori: 180      | Olympiakos     | 1 - 3 | Ziraat Bankası | 18-25, 25-20, 20-25, 22-25        |
| 19 dicembre 2023 Hala Azoty, Kędzierzyn-Koźle Durata: 1h:23 - Spettatori: 1 900    | ZAKSA          | 0 - 3 | Ziraat Bankası | 21-25, 17-25, 21-25               |
| 20 dicembre 2023 Tomabelhal, Roeselare Durata: 1h:21 - Spettatori: 1 600           | Roeselare      | 0 - 3 | Olympiakos     | 25-27, 21-25, 12-25               |
| 11 gennaio 2024 Melina Merkourī Hall, Rentis Durata: 1h:23 - Spettatori: 887       | Olympiakos     | 3 - 0 | ZAKSA          | 25-18, 25-19, 25-22               |
| 10 gennaio 2024 Başkent Voleybol Salonu, Ankara Durata: 2h:08 - Spettatori: 2 721  | Ziraat Bankası | 3 - 2 | Roeselare      | 19-25, 25-21, 13-25, 25-20, 18-16 |
| 17 gennaio 2024 Hala Azoty, Kędzierzyn-Koźle Durata: 2h:05 - Spettatori: 1 900     | ZAKSA          | 3 - 2 | Roeselare      | 22-25, 19-25, 27-25, 25-16, 15-12 |
| 17 gennaio 2024 Başkent Voleybol Salonu, Ankara Durata: 1h:21 - Spettatori: 2 806  | Ziraat Bankası | 3 - 0 | Olympiakos     | 25-22, 25-17, 25-18               |

##### Classifica
| Pos. | Squadra        | Pt | G | V | P | SV | SP | Ratio | PF  | PS  | Ratio |
| ---- | -------------- | -- | - | - | - | -- | -- | ----- | --- | --- | ----- |
| 1.   | Ziraat Bankası | 16 | 6 | 6 | 0 | 18 | 6  | 3,000 | 544 | 508 | 1,071 |
| 2.   | ZAKSA          | 8  | 6 | 3 | 3 | 11 | 14 | 0,786 | 550 | 558 | 0,986 |
| 3.   | Olympiakos     | 6  | 6 | 2 | 4 | 8  | 12 | 0,667 | 452 | 469 | 0,964 |
| 4.   | Roeselare      | 6  | 6 | 1 | 5 | 10 | 15 | 0,667 | 537 | 548 | 0,980 |

      Qualificata ai quarti di finale.
      Qualificata ai play-off.
      Qualificata ai quarti di finale di Coppa CEV.

#### Girone B

##### Risultati
| 23 novembre 2023 PalaTrento, Trento Durata: 1h:40 - Spettatori: 1 821         | Trentino       | 3 - 1 | ACH Volley     | 25-15, 20-25, 25-18, 26-24       |
| 23 novembre 2023 Hala Podpromie, Rzeszów Durata: 2h:01 - Spettatori: 2 600    | Asseco Resovia | 1 - 3 | Tours          | 22-25, 23-25, 25-21, 21-25       |
| 29 novembre 2023 Salle Robert-Grenon, Tours Durata: 1h:49 - Spettatori: 2 763 | Tours          | 1 - 3 | Trentino       | 17-25, 22-25, 25-23, 19-25       |
| 29 novembre 2023 Hala Tivoli, Lubiana Durata: 1h:29 - Spettatori: 4 154       | ACH Volley     | 0 - 3 | Asseco Resovia | 21-25, 23-25, 21-25              |
| 13 dicembre 2023 Hala Podpromie, Rzeszów Durata: 1h:25 - Spettatori: 4 000    | Asseco Resovia | 0 - 3 | Trentino       | 21-25, 24-26, 20-25              |
| 13 dicembre 2023 Hala Tivoli, Lubiana Durata: 2h:02 - Spettatori: 3 612       | ACH Volley     | 1 - 3 | Tours          | 25-22, 23-25, 23-25, 18-25       |
| 21 dicembre 2023 PalaTrento, Trento Durata: 1h:24 - Spettatori: 2 093         | Trentino       | 3 - 0 | Tours          | 27-25, 25-22, 25-18              |
| 21 dicembre 2023 Hala Podpromie, Rzeszów Durata: 1h:05 - Spettatori: 1 800    | Asseco Resovia | 3 - 0 | ACH Volley     | 25-16, 25-16, 25-19              |
| 10 gennaio 2024 Hala Tivoli, Lubiana Durata: 1h:27 - Spettatori: 2 574        | ACH Volley     | 0 - 3 | Trentino       | 30-32, 16-25, 18-25              |
| 9 gennaio 2024 Salle Robert-Grenon, Tours Durata: 1h:36 - Spettatori: 2 850   | Tours          | 3 - 0 | Asseco Resovia | 25-22, 25-18, 27-25              |
| 17 gennaio 2024 PalaTrento, Trento Durata: 2h:11 - Spettatori: 2 094          | Trentino       | 2 - 3 | Asseco Resovia | 25-20, 23-25, 20-25, 25-20, 9-15 |
| 17 gennaio 2024 Salle Robert-Grenon, Tours Durata: 1h:22 - Spettatori: 3 100  | Tours          | 3 - 0 | ACH Volley     | 25-21, 25-19, 25-22              |

##### Classifica
| Pos. | Squadra        | Pt | G | V | P | SV | SP | Ratio | PF  | PS  | Ratio |
| ---- | -------------- | -- | - | - | - | -- | -- | ----- | --- | --- | ----- |
| 1.   | Trentino       | 16 | 6 | 5 | 1 | 17 | 5  | 3,400 | 531 | 464 | 1,144 |
| 2.   | Tours          | 12 | 6 | 4 | 2 | 13 | 8  | 1,625 | 493 | 482 | 1,023 |
| 3.   | Asseco Resovia | 8  | 6 | 3 | 3 | 10 | 11 | 0,909 | 476 | 467 | 1,019 |
| 4.   | ACH Volley     | 0  | 6 | 0 | 6 | 2  | 18 | 0,111 | 413 | 500 | 0,826 |

      Qualificata ai quarti di finale.
      Qualificata ai play-off.
      Qualificata ai quarti di finale di Coppa CEV.

#### Girone C

##### Risultati
| 23 novembre 2023 Max-Schmeling-Halle, Berlino Durata: 1h:29 - Spettatori: 5 167    | Charlottenburg | 3 - 0 | Benfica        | 27-25, 25-19, 25-21               |
| 22 novembre 2023 PalaBanca, Piacenza Durata: 1h:53 - Spettatori: 1 960             | You Energy     | 1 - 3 | Halkbank       | 19-25, 18-25, 25-19, 21-25        |
| 29 novembre 2023 Başkent Voleybol Salonu, Ankara Durata: 2h:19 - Spettatori: 2 900 | Halkbank       | 3 - 2 | Charlottenburg | 19-25, 25-21, 19-25, 29-27, 15-10 |
| 30 novembre 2023 Pavilhão da Luz Nº 1, Lisbona Durata: 2h:08 - Spettatori: 1 750   | Benfica        | 1 - 3 | You Energy     | 21-25, 23-25, 25-22, 23-25        |
| 13 dicembre 2023 PalaBanca, Piacenza Durata: 1h:48 - Spettatori: 1 695             | You Energy     | 3 - 1 | Charlottenburg | 25-23, 25-22, 22-25, 25-19        |
| 17 gennaio 2024 Pavilhão da Luz Nº 2, Lisbona Durata: 1h:55 - Spettatori: 1 140    | Benfica        | 2 - 3 | Halkbank       | 21-25, 25-19, 25-18, 18-25, 13-15 |
| 20 dicembre 2023 Max-Schmeling-Halle, Berlino Durata: 1h:29 - Spettatori: 6 567    | Charlottenburg | 3 - 0 | Halkbank       | 25-22, 25-23, 25-22               |
| 20 dicembre 2023 PalaBanca, Piacenza Durata: 1h:42 - Spettatori: 1 675             | You Energy     | 3 - 0 | Benfica        | 30-28, 25-21, 28-26               |
| 10 gennaio 2024 Pavilhão da Luz Nº 2, Lisbona Durata: 1h:53 - Spettatori: 1 104    | Benfica        | 1 - 3 | Charlottenburg | 22-25, 22-25, 25-22, 24-26        |
| 10 gennaio 2024 Başkent Voleybol Salonu, Ankara Durata: 1h:25 - Spettatori: 2 500  | Halkbank       | 0 - 3 | You Energy     | 19-25, 23-25, 19-25               |
| 17 gennaio 2024 Max-Schmeling-Halle, Berlino Durata: 1h:19 - Spettatori: 5 621     | Charlottenburg | 0 - 3 | You Energy     | 15-25, 23-25, 19-25               |
| 14 dicembre 2023 Başkent Voleybol Salonu, Ankara Durata: 1h:10 - Spettatori: 2 550 | Halkbank       | 3 - 0 | Benfica        | 25-17, 25-23, 25-16               |

##### Classifica
| Pos. | Squadra        | Pt | G | V | P | SV | SP | Ratio | PF  | PS  | Ratio |
| ---- | -------------- | -- | - | - | - | -- | -- | ----- | --- | --- | ----- |
| 1.   | You Energy     | 15 | 6 | 5 | 1 | 16 | 5  | 3,200 | 510 | 468 | 1,090 |
| 2.   | Halkbank       | 10 | 6 | 4 | 2 | 12 | 11 | 1,091 | 506 | 499 | 1,014 |
| 3.   | Charlottenburg | 10 | 6 | 3 | 3 | 12 | 10 | 1,200 | 504 | 504 | 1,000 |
| 4.   | Benfica        | 1  | 6 | 0 | 6 | 4  | 18 | 0,222 | 483 | 532 | 0,908 |

      Qualificata ai quarti di finale.
      Qualificata ai play-off.

#### Girone D

##### Risultati
| 22 novembre 2023 Hala Sportowa, Jastrzębie-Zdrój Durata: 1h:27 - Spettatori: 2 100       | Jastrzębski Węgiel | 3 - 0 | Guaguas            | 30-28, 25-16, 26-24               |
| 22 novembre 2023 LKH Arena, Luneburgo Durata: 1h:27 - Spettatori: 1 856                  | Lüneburg           | 3 - 0 | České Budějovice   | 26-24, 25-20, 25-15               |
| 28 novembre 2023 Sportovní Hala, České Budějovice Durata: 1h:30 - Spettatori: 1 540      | České Budějovice   | 0 - 3 | Jastrzębski Węgiel | 19-25, 27-29, 26-28               |
| 29 novembre 2023 Centro Insular de Deportes, Las Palmas Durata: 1h:53 - Spettatori: 900  | Guaguas            | 1 - 3 | Lüneburg           | 20-25, 23-25, 25-21, 20-25        |
| 13 dicembre 2023 LKH Arena, Luneburgo Durata: 1h:34 - Spettatori: 3 000                  | Lüneburg           | 1 - 3 | Jastrzębski Węgiel | 25-23, 21-25, 15-25, 13-25        |
| 13 dicembre 2023 Centro Insular de Deportes, Las Palmas Durata: 1h:50 - Spettatori: 980  | Guaguas            | 3 - 1 | České Budějovice   | 25-17, 24-26, 25-16, 25-21        |
| 20 dicembre 2023 Hala Sportowa, Jastrzębie-Zdrój Durata: 1h:37 - Spettatori: 1 692       | Jastrzębski Węgiel | 3 - 1 | České Budějovice   | 21-25, 25-17, 25-17, 25-17        |
| 20 dicembre 2023 LKH Arena, Luneburgo Durata: 1h:13 - Spettatori: 2 045                  | Lüneburg           | 0 - 3 | Guaguas            | 20-25, 21-25, 16-25               |
| 11 gennaio 2024 Centro Insular de Deportes, Las Palmas Durata: 1h:48 - Spettatori: 2 000 | Guaguas            | 3 - 1 | Jastrzębski Węgiel | 25-23, 19-25, 25-22, 25-15        |
| 9 gennaio 2024 Sportovní Hala, České Budějovice Durata: 1h:22 - Spettatori: 1 068        | České Budějovice   | 3 - 0 | Lüneburg           | 25-16, 25-19, 25-23               |
| 17 gennaio 2024 Hala Sportowa, Jastrzębie-Zdrój Durata: 1h:09 - Spettatori: 1 822        | Jastrzębski Węgiel | 3 - 0 | Lüneburg           | 25-17, 25-16, 25-19               |
| 17 gennaio 2024 Sportovní Hala, České Budějovice Durata: 2h:15 - Spettatori: 1 630       | České Budějovice   | 3 - 2 | Guaguas            | 25-23, 18-25, 20-25, 25-23, 15-12 |

##### Classifica
| Pos. | Squadra            | Pt | G | V | P | SV | SP | Ratio | PF  | PS  | Ratio |
| ---- | ------------------ | -- | - | - | - | -- | -- | ----- | --- | --- | ----- |
| 1.   | Jastrzębski Węgiel | 15 | 6 | 5 | 1 | 16 | 5  | 3,200 | 517 | 436 | 1,186 |
| 2.   | Guaguas            | 10 | 6 | 3 | 3 | 12 | 11 | 1,091 | 532 | 502 | 1,060 |
| 3.   | Lüneburg           | 6  | 6 | 2 | 4 | 7  | 13 | 0,538 | 413 | 470 | 0,879 |
| 4.   | České Budějovice   | 5  | 6 | 2 | 4 | 8  | 14 | 0,571 | 465 | 519 | 0,896 |

      Qualificata ai quarti di finale.
      Qualificata ai play-off.
      Qualificata ai quarti di finale di Coppa CEV.

#### Girone E

##### Risultati
| 22 novembre 2023 PalaCivitanova, Civitanova Marche Durata: 1h:16 - Spettatori: 1 574 | Lube          | 3 - 0 | Arcada Galați | 25-17, 25-19, 25-23               |
| 22 novembre 2023 Steengoed Arena, Maaseik Durata: 1h:37 - Spettatori: 1 050          | Maaseik       | 0 - 3 | Lvi Praha     | 22-25, 24-26, 22-25               |
| 30 novembre 2023 Aréna Sparta, Praga Durata: 1h:25 - Spettatori: 1 950               | Lvi Praha     | 0 - 3 | Lube          | 22-25, 17-25, 23-25               |
| 29 novembre 2023 Sala Sporturilor Dunărea, Galati Durata: 2h:06 - Spettatori: 1 500  | Arcada Galați | 1 - 3 | Maaseik       | 20-25, 25-23, 17-25, 23-25        |
| 12 dicembre 2023 Steengoed Arena, Maaseik Durata: 1h:31 - Spettatori: 1 157          | Maaseik       | 0 - 3 | Lube          | 22-25, 25-27, 24-26               |
| 14 dicembre 2023 Sala Sporturilor Dunărea, Galati Durata: 2h:16 - Spettatori: 1 050  | Arcada Galați | 3 - 2 | Lvi Praha     | 25-15, 23-25, 19-25, 25-21, 15-11 |
| 21 dicembre 2023 PalaCivitanova, Civitanova Marche Durata: 1h:26 - Spettatori: 1 627 | Lube          | 3 - 0 | Lvi Praha     | 25-20, 25-23, 25-23               |
| 21 dicembre 2023 Steengoed Arena, Maaseik Durata: 2h:00 - Spettatori: 1 100          | Maaseik       | 3 - 1 | Arcada Galați | 25-23, 23-25, 25-23, 25-14        |
| 9 gennaio 2024 Sala Sporturilor Dunărea, Galati Durata: 2h:03 - Spettatori: 1 300    | Arcada Galați | 3 - 2 | Lube          | 21-25, 25-23, 25-20, 16-25, 15-10 |
| 11 gennaio 2024 Aréna Sparta, Praga Durata: 1h:56 - Spettatori: 1 180                | Lvi Praha     | 3 - 1 | Maaseik       | 22-25, 25-17, 25-23, 25-13        |
| 17 gennaio 2024 PalaCivitanova, Civitanova Marche Durata: 1h:13 - Spettatori: 1 534  | Lube          | 3 - 0 | Maaseik       | 25-18, 25-15, 25-19               |
| 17 gennaio 2024 Aréna Sparta, Praga Durata: 1h:27 - Spettatori: 1 150                | Lvi Praha     | 3 - 0 | Arcada Galați | 25-23, 25-23, 25-15               |

##### Classifica
| Pos. | Squadra       | Pt | G | V | P | SV | SP | Ratio | PF  | PS  | Ratio |
| ---- | ------------- | -- | - | - | - | -- | -- | ----- | --- | --- | ----- |
| 1.   | Lube          | 16 | 6 | 5 | 1 | 17 | 3  | 5,667 | 481 | 412 | 1,167 |
| 2.   | Lvi Praha     | 10 | 6 | 3 | 3 | 11 | 10 | 1,100 | 473 | 464 | 1,019 |
| 3.   | Maaseik       | 6  | 6 | 2 | 4 | 7  | 14 | 0,500 | 465 | 496 | 0,938 |
| 4.   | Arcada Galați | 4  | 6 | 2 | 4 | 8  | 16 | 0,500 | 499 | 546 | 0,914 |

      Qualificata ai quarti di finale.
      Qualificata ai play-off.
      Qualificata ai quarti di finale di Coppa CEV.

#### Classifica generale
| Pos. | Squadra            | Pt | G | V | P | SV | SP | Ratio | PF  | PS  | Ratio |
| ---- | ------------------ | -- | - | - | - | -- | -- | ----- | --- | --- | ----- |
| 1A.  | Ziraat Bankası     | 16 | 6 | 6 | 0 | 18 | 6  | 3,000 | 544 | 508 | 1,071 |
| 1E.  | Lube               | 16 | 6 | 5 | 1 | 17 | 3  | 5,667 | 481 | 412 | 1,167 |
| 1B.  | Trentino           | 16 | 6 | 5 | 1 | 17 | 5  | 3,400 | 531 | 464 | 1,144 |
| 1D.  | Jastrzębski Węgiel | 15 | 6 | 5 | 1 | 16 | 5  | 3,200 | 517 | 436 | 1,186 |
| 1C.  | You Energy         | 15 | 6 | 5 | 1 | 16 | 5  | 3,200 | 510 | 468 | 1,090 |
|      |                    |    |   |   |   |    |    |       |     |     |       |
| 2B.  | Tours              | 12 | 6 | 4 | 2 | 13 | 8  | 1,625 | 493 | 482 | 1,023 |
| 2C.  | Halkbank           | 10 | 6 | 4 | 2 | 12 | 11 | 1,091 | 506 | 499 | 1,014 |
| 2E.  | Lvi Praha          | 10 | 6 | 3 | 3 | 11 | 10 | 1,100 | 473 | 464 | 1,019 |
| 2D.  | Guaguas            | 10 | 6 | 3 | 3 | 12 | 11 | 1,091 | 532 | 502 | 1,060 |
| 2A.  | ZAKSA              | 8  | 6 | 3 | 3 | 11 | 14 | 0,786 | 550 | 558 | 0,986 |
|      |                    |    |   |   |   |    |    |       |     |     |       |
| 3C.  | Charlottenburg     | 10 | 6 | 3 | 3 | 12 | 10 | 1,200 | 504 | 504 | 1,000 |
| 3B.  | Asseco Resovia     | 8  | 6 | 3 | 3 | 10 | 11 | 0,909 | 476 | 467 | 1,019 |
| 3A.  | Olympiakos         | 6  | 6 | 2 | 4 | 8  | 12 | 0,667 | 452 | 469 | 0,964 |
| 3D.  | Lüneburg           | 6  | 6 | 2 | 4 | 7  | 13 | 0,538 | 413 | 470 | 0,879 |
| 3E.  | Maaseik            | 6  | 6 | 2 | 4 | 7  | 14 | 0,500 | 465 | 496 | 0,938 |
|      |                    |    |   |   |   |    |    |       |     |     |       |
| 4D.  | České Budějovice   | 5  | 6 | 2 | 4 | 8  | 14 | 0,571 | 465 | 519 | 0,896 |
| 4E.  | Arcada Galați      | 4  | 6 | 2 | 4 | 8  | 16 | 0,500 | 499 | 546 | 0,914 |
| 4A.  | Roeselare          | 6  | 6 | 1 | 5 | 10 | 15 | 0,667 | 537 | 548 | 0,980 |
| 4C.  | Benfica            | 1  | 6 | 0 | 6 | 4  | 18 | 0,222 | 483 | 532 | 0,908 |
| 4B.  | ACH Volley         | 0  | 6 | 0 | 6 | 2  | 18 | 0,111 | 413 | 500 | 0,826 |

      Qualificata ai quarti di finale.
      Qualificata ai play-off.
      Qualificata ai quarti di finale di Coppa CEV.

### Fase a eliminazione diretta

#### Tabellone
|  | Play-off | Play-off       | Play-off | Play-off |  |  | Quarti di finale | Quarti di finale   | Quarti di finale | Quarti di finale |   |   | Semifinali | Semifinali         | Semifinali | Semifinali         |   |  | Finale | Finale | Finale |  |
|  |          |                |          |          |  |  |                  |                    |                  |                  |   |   |            |                    |            |                    |   |  |        |        |        |  |
|  | 3C       | Charlottenburg | 3        | 3        |  |  |                  |                    |                  |                  |   |   |            |                    |            |                    |   |  |        |        |        |  |
|  | 2B       | Tours          | 1        | 0        |  |  | 3C               | Charlottenburg     | 0                | 0                |   |   |            |                    |            |                    |   |  |        |        |        |  |
|  |          |                |          |          |  |  | 1D               | Trentino           | 3                | 3                |   |   |            |                    |            |                    |   |  |        |        |        |  |
|  |          |                |          |          |  |  |                  |                    |                  |                  |   |   | 1D         | Trentino           | 3          | 2                  |   |  |        |        |        |  |
|  | 2A       | ZAKSA          | 3        | 0        |  |  |                  |                    | 1B               | Lube             | 1 | 3 |            |                    |            |                    |   |  |        |        |        |  |
|  | 2C       | Halkbank       | 2        | 3        |  |  | 2C               | Halkbank           | 1                | 1                |   |   |            |                    |            |                    |   |  |        |        |        |  |
|  |          |                |          |          |  |  | 1B               | Lube               | 3                | 3                |   |   |            |                    |            |                    |   |  |        |        |        |  |
|  |          |                |          |          |  |  |                  |                    |                  |                  |   |   | 1D         | Trentino           | 3          |                    |   |  |        |        |        |  |
|  |          |                |          |          |  |  |                  |                    |                  |                  |   |   |            |                    | 1A         | Jastrzębski Węgiel | 0 |  |        |        |        |  |
|  |          |                |          |          |  |  | 1E               | You Energy         | 3                | 0                |   |   |            |                    |            |                    |   |  |        |        |        |  |
|  |          |                |          |          |  |  | 1A               | Jastrzębski Węgiel | 2                | 3                |   |   |            |                    |            |                    |   |  |        |        |        |  |
|  |          |                |          |          |  |  |                  |                    |                  |                  |   |   | 1A         | Jastrzębski Węgiel | 3          | 3                  |   |  |        |        |        |  |
|  | 2D       | Guaguas        | 3        | 115      |  |  |                  |                    | 1C               | Ziraat Bankası   | 0 | 2 |            |                    |            |                    |   |  |        |        |        |  |
|  | 2E       | Lvi Praha      | 0        | 38       |  |  | 2D               | Guaguas            | 1                | 37               |   |   |            |                    |            |                    |   |  |        |        |        |  |
|  |          |                |          |          |  |  | 1C               | Ziraat Bankası     | 3                | 015              |   |   |            |                    |            |                    |   |  |        |        |        |  |

#### Risultati

##### Play-off

###### Andata
| 31 gennaio 2024 Max-Schmeling-Halle, Berlino Durata: 1h:51 - Spettatori: 4 387           | Charlottenburg | 3 - 1 | Tours     | 25-17, 20-25, 25-13, 25-22        |
| 31 gennaio 2024 Hala Azoty, Kędzierzyn-Koźle Durata: 2h:29 - Spettatori: 2 574           | ZAKSA          | 3 - 2 | Halkbank  | 21-25, 25-22, 25-21, 16-25, 15-12 |
| 30 gennaio 2024 Centro Insular de Deportes, Las Palmas Durata: 1h:35 - Spettatori: 2 250 | Guaguas        | 3 - 0 | Lvi Praha | 25-23, 25-23, 26-24               |

###### Ritorno
| 8 febbraio 2024 Salle Robert-Grenon, Tours Durata: 1h:23 - Spettatori: 3 250      | Tours     | 0 - 3 | Charlottenburg | 22-25, 18-25, 22-25                         |
| 7 febbraio 2024 Başkent Voleybol Salonu, Ankara Durata: 1h:55 - Spettatori: 3 500 | Halkbank  | 3 - 0 | ZAKSA          | 32-30, 25-21, 25-22                         |
| 7 febbraio 2024 Aréna Sparta, Praga Durata: 2h:23 - Spettatori: 2 150             | Lvi Praha | 3 - 1 | Guaguas        | 25-21, 25-21, 22-25, 25-22 Golden set: 8-15 |

##### Quarti di finale

###### Andata
| 21 febbraio 2024 Max-Schmeling-Halle, Berlino Durata: 1h:10 - Spettatori: 6 847           | Charlottenburg | 0 - 3 | Trentino           | 18-25, 17-25, 17-25               |
| 21 febbraio 2024 Başkent Voleybol Salonu, Ankara Durata: 1h:46 - Spettatori: 4 200        | Halkbank       | 1 - 3 | Lube               | 21-25, 21-25, 27-25, 22-25        |
| 21 febbraio 2024 PalaBanca, Piacenza Durata: 2h:23 - Spettatori: 2 033                    | You Energy     | 3 - 2 | Jastrzębski Węgiel | 19-25, 30-28, 25-16, 22-25, 15-11 |
| 22 febbraio 2024 Centro Insular de Deportes, Las Palmas Durata: 2h:07 - Spettatori: 3 200 | Guaguas        | 1 - 3 | Ziraat Bankası     | 25-17, 23-25, 21-25, 23-25        |

###### Ritorno
| 29 febbraio 2024 PalaTrento, Trento Durata: 1h:17 - Spettatori: 2 736                | Trentino           | 3 - 0 | Charlottenburg | 25-19, 25-20, 25-22                  |
| 28 febbraio 2024 PalaCivitanova, Civitanova Marche Durata: 1h:47 - Spettatori: 3 291 | Lube               | 3 - 1 | Halkbank       | 25-23, 20-25, 25-15, 25-23           |
| 28 febbraio 2024 Hala Sportowa, Jastrzębie-Zdrój Durata: 1h:21 - Spettatori: 3 000   | Jastrzębski Węgiel | 3 - 0 | You Energy     | 25-22, 26-24, 25-21                  |
| 28 febbraio 2024 Başkent Voleybol Salonu, Ankara Durata: 1h:35 - Spettatori: 4 572   | Ziraat Bankası     | 0 - 3 | Guaguas        | 17-25, 21-25, 18-25 Golden set: 15-7 |

##### Semifinali

###### Andata
| 13 marzo 2024 PalaTrento, Trento Durata: 1h:49 - Spettatori: 3 535              | Trentino           | 3 - 1 | Lube           | 25-17, 16-25, 25-18, 25-23 |
| 13 marzo 2024 Hala Sportowa, Jastrzębie-Zdrój Durata: 1h:17 - Spettatori: 3 002 | Jastrzębski Węgiel | 3 - 0 | Ziraat Bankası | 25-13, 25-18, 30-28        |

###### Ritorno
| 21 marzo 2024 PalaCivitanova, Civitanova Marche Durata: 2h:03 - Spettatori: 3 986 | Lube           | 3 - 2 | Trentino           | 26-24, 20-25, 22-25, 25-18, 15-9 |
| 20 marzo 2024 Başkent Voleybol Salonu, Ankara Durata: 2h:15 - Spettatori: 2 764   | Ziraat Bankası | 2 - 3 | Jastrzębski Węgiel | 32-34, 25-27, 25-16, 25-21, 7-15 |

##### Finale
| 5 maggio 2024 Antalya Spor Salonu, Adalia Durata: 1h:23 - Spettatori: 8 500 | Trentino | 3 - 0 | Jastrzębski Węgiel | 25-20, 25-22, 25-21 |

## Statistiche
| Rendimento individuale | Rendimento individuale | Rendimento individuale | Rendimento individuale |
| Pos.                   | Nome                   | Punti                  | Squadra                |
| ---------------------- | ---------------------- | ---------------------- | ---------------------- |
| 1                      | Francisco de Souza     | 214                    | Guaguas                |
| 2                      | Nicolás Bruno          | 208                    | Guaguas                |
| 3                      | Paolo Zonca            | 204                    | Guaguas                |
| 4                      | Nimir Abdel-Aziz       | 198                    | Halkbank               |
| 5                      | Kamil Rychlicki        | 167                    | Trentino               |
| 5                      | Wouter ter Maat        | 167                    | Ziraat Bankası         |
| 7                      | Adis Lagumdžija        | 161                    | Lube                   |
| 7                      | Alessandro Michieletto | 161                    | Trentino               |
| 9                      | Tomasz Fornal          | 158                    | Jastrzębski Węgiel     |
| 10                     | Łukasz Kaczmarek       | 148                    | ZAKSA                  |

| Attacchi vincenti | Attacchi vincenti  | Attacchi vincenti | Attacchi vincenti  |
| Pos.              | Nome               | Punti             | Squadra            |
| ----------------- | ------------------ | ----------------- | ------------------ |
| 1                 | Francisco de Souza | 188               | Guaguas            |
| 2                 | Nicolás Bruno      | 183               | Guaguas            |
| 3                 | Nimir Abdel-Aziz   | 159               | Halkbank           |
| 4                 | Paolo Zonca        | 152               | Guaguas            |
| 5                 | Kamil Rychlicki    | 140               | Trentino           |
| 5                 | Wouter ter Maat    | 140               | Ziraat Bankası     |
| 7                 | Adis Lagumdžija    | 131               | Lube               |
| 8                 | Marek Šotola       | 129               | Charlottenburg     |
| 9                 | Tomasz Fornal      | 124               | Jastrzębski Węgiel |
| 10                | Łukasz Kaczmarek   | 122               | ZAKSA              |

| Muri vincenti | Muri vincenti          | Muri vincenti | Muri vincenti  |
| Pos.          | Nome                   | Punti         | Squadra        |
| ------------- | ---------------------- | ------------- | -------------- |
| 1             | Andrei Butnaru         | 40            | Arcada Galați  |
| 2             | Graham Vigrass         | 29            | Guaguas        |
| 3             | Bedirhan Bülbül        | 27            | Ziraat Bankası |
| 4             | Mitar Đurić            | 24            | Olympiakos     |
| 4             | Marko Matić            | 24            | Halkbank       |
| 4             | Paolo Zonca            | 24            | Guaguas        |
| 7             | Alessandro Michieletto | 22            | Trentino       |
| 7             | Marko Podraščanin      | 22            | Trentino       |
| 9             | Faik Güneş             | 21            | Ziraat Bankası |
| 9             | Jan Kozamernik         | 21            | Trentino       |

| Battute vincenti | Battute vincenti       | Battute vincenti | Battute vincenti   |
| Pos.             | Nome                   | Punti            | Squadra            |
| ---------------- | ---------------------- | ---------------- | ------------------ |
| 1                | Paolo Zonca            | 28               | Guaguas            |
| 2                | Nimir Abdel-Aziz       | 25               | Halkbank           |
| 3                | Seppe Rotty            | 20               | Roeselare          |
| 4                | Alessandro Michieletto | 19               | Trentino           |
| 5                | Adis Lagumdžija        | 18               | Lube               |
| 5                | Fynnian McCarthy       | 18               | Lvi Praha          |
| 7                | Tomasz Fornal          | 16               | Jastrzębski Węgiel |
| 7                | Kamil Rychlicki        | 16               | Trentino           |
| 9                | Nicolás Bruno          | 15               | Guaguas            |
| 9                | Roland Gergye          | 15               | Arcada Galați      |
| 9                | Łukasz Kaczmarek       | 15               | ZAKSA              |
| 9                | Daniele Lavia          | 15               | Trentino           |